# Волошин Вікентій Валерійович
Вікентій Валерійович Волошин (нар. 17 квітня 2001, Київ, Україна) — український футболіст, атакувальний півзахисник, минулий гравець київського «Динамо».

## Клубна кар'єра

### «Динамо» (Київ)
Народився 17 квітня 2001 року в Києві. Вихованець академії київського «Динамо». З 2018 року виступав за юнацьку й молодіжну команди клубу в чемпіонатах U-19 і U-21. Протягом сезону 2018/19 у складі юнацької команди «Динамо» в 24 матчах чемпіонату U-19 забив 14 м'ячів і з 7 гольовими передачами став найкращим асистентом ліги. У сезонах 2018/19 і 2019/20 взяв участь в 11 матчах юнацької ліги УЄФА, в яких забив 6 м'ячів та віддав 3 гольові передачі. Повідомлялося про інтерес до гравця з боку «Ювентуса» та «Аякса».
За підсумками першої частини сезону 2020/21 увійшов до символічної збірної молодіжного чемпіонату України за індексом компанії Wyscout. У січні 2021 року головний тренер «Динамо» Мірча Луческу взяв Вікентія на збір першої команди в Туреччині. 1 лютого 2021 дебютував у складі «Динамо», замінивши Миколу Шапаренка на 87-й хвилині товариського матчу з тбіліським «Динамо» (1:0). Всього в сезоні 2020/21 зіграв за молодіжну команду «Динамо» 24 матчі і відзначився 15 голами.
Влітку 2021 року побував з основною командою на зборах у Швейцарії. 5 липня 2021 року забив перший м'яч за «Динамо», відкривши рахунок в поєдинку з французьким «Дівоном» (5:0).

### «Десна» (Чернігів)
23 липня 2021 року перейшов в оренду на 1 рік до чернігівської «Десни». У футболці нової команди дебютував 25 липня 2021 року в переможному домашньому поєдинку 1-го туру Прем'єр-ліги проти одеського «Чорноморця» (3:0). Вікентій вийшов на поле на 81-й хвилині, замінивши Дениса Безбородька.

## Кар'єра в збірній
Виступав за юнацькі збірні України з футболу різних вікових категорій.

## Стиль гри
Здатний зіграти на позиціях атакувального півзахисника і вінґера. Футбольний експерт Артур Валерко охарактеризував його, як «вибухового» гравця: «обіграти, підробити, завершити для нього не проблема. При робочій лівій нозі хороший і в ролі інвертованого — правого — краю, і зліва в прямолінійнішій грі». Скаут «Кальярі» Алекс Великих назвав Волошина найперспективнішим футболістом України і Східної Європи.